# 楽しいウイロータウン
『楽しいウイロータウン』（たのしいウイロータウン）は、ケネス・グレアムの児童文学作品『たのしい川べ』を原作とする日本のテレビアニメ。全26話。製作局のテレビ東京では1993年10月7日から1994年3月31日まで放送。
「ウイロー」とは英語でヤナギのことで、原作のタイトルが "The Wind in the Willows" （ヤナギ林に吹く風）であることに由来する表題である。
後にポニーキャニオンから、本作を収録したVHSビデオソフト全13巻が発売された。

## 登場人物
ラッティー
声 - 高乃麗
モーリー
声 - 中友子
タッド
声 - 龍田直樹
バッジ
声 - 緒方賢一
フォック
声 - 二又一成
ナイン
声 - 鈴木勝美
ジェーン
声 - 小粥よう子
アニー
声 - 國府田マリ子
ラッピー
声 - 國府田マリ子
ゲコウ
声 - 清川元夢
オッター
声 - 塩屋浩三
モーシー
声 - 嶋方淳子
グラリー
声 - 長沢直美
モグー
声 - 奥村その美
ラッツ
声 - 日高奈留美
ターヤン
声 - 柏倉つとむ
ラットン
声 - 松井摩味
ジミー
声 - 岩坪理江
長老
声 - 名取幸政
ナレーター
声 - 銀河万丈

## スタッフ
- 原作 - ケネス・グレアム
- プロデューサー - 小林教子 → 松迫由香子（テレビ東京）、北澤洋子（エノキフィルム）、藤井正和（LIBERTY SHIP）
- 企画 - 榎善教（エノキフィルム）
- 総監督 - 小華和ためお
- シリーズ構成 - 小山高生
- キャラクターデザイン - 岡田敏靖
- 美術監督 - 宮前光春、脇威志
- 美術設定 - 中村光毅
- 撮影監督 - 神山茂雄（イージー・フィルム）
- 音楽 - 手塚理
- 音楽制作協力 - テレビ東京ミュージック
- 音響監督 - 藤野貞義
- 音響制作 - イーアンドエム・プランニングセンター
- 録音スタジオ - タクト・スタジオ
- ミキサー - 佐藤千明
- 現像 - 東京現像所
- 制作管理 - 上野褄己
- 広報 - キャロライン・ブリエ
- スーパーバイザー - 榎善教
- 制作 - 今西和人
- 制作協力 - 大日本印刷（DNP）
- アニメーション制作 - イージー・フイルム（E&G FILMS）
- 製作 - テレビ東京、SofTX、エノキフィルム

## 主題歌
オープニングテーマ「夢にこんにちは〜ウイロータウン物語〜」
作詞 - 松井美保 / 作曲・編曲 - 手塚理 / 歌 - 奥井雅美
エンディングテーマ「リバプールへおいで」
作詞 - 白峰美津子 / 作曲・編曲 - 手塚理 / 歌 - 奥井雅美
レコード - 株式会社キングレコード（SCD品番 - KIDA70 / サウンドトラック品番 - KICA176）

## 各話リスト
| 話 | 放送日         | サブタイトル           | 脚本              | 絵コンテ     | 演出         | 作画監督       |
| -- | -------------- | ---------------------- | ----------------- | ------------ | ------------ | -------------- |
| 1  | 1993年 10月7日 | 三匹!冒険の旅へ!!      | 小山高生          | 小華和ためお | 佐藤真人     | 岡田敏靖       |
| 2  | 10月14日       | タッドの大脱走！       | 小山高生          | 棚橋一徳     | 棚橋一徳     | まつざきはじめ |
| 3  | 10月21日       | 奪還！ヒキガエル御殿   | 小山高生          | 香川豊       | 佐藤真人     | 菊池城二       |
| 4  | 10月28日       | 空飛ぶモーリー         | 三井秀樹          | 新田義方     | 新田義方     | 山崎隆生       |
| 5  | 11月4日        | 大怪獣！ロードローラー | 高橋義昌          | 山吉康夫     | 山吉康夫     | 小曽根孝男     |
| 6  | 11月11日       | 心をこめたバラの花     | 影山由美          | 細谷秋夫     | 大町繁       | 小林勝利       |
| 7  | 11月18日       | 海へ行こう！           | 影山由美          | 香川豊       | 棚橋一徳     | 吉崎誠         |
| 8  | 11月25日       | 子犬とラッティー       | 町田知之          | 小華和ためお | 佐藤真人     | まつざきはじめ |
| 9  | 12月2日        | タッドは名探偵!?       | 清水定彦 小山高生 | 細谷秋夫     | 松園公       | 菊池城二       |
| 10 | 12月9日        | タッドは迷カメラマン   | 高橋義昌          | 新田義方     | 新田義方     | 山崎隆生       |
| 11 | 12月16日       | わがままな腹時計       | 山下久仁明        | 山吉康夫     | 山吉康夫     | 小曽根孝男     |
| 12 | 12月23日       | タッドの宝探し         | 山田健一 小山高生 | 棚橋一徳     | 大町繁       | 小林勝利       |
| 13 | 12月30日       | ちっちゃな冒険者たち   | 三井秀樹          | 則座誠       | 則座誠       | 小林一三       |
| 14 | 1994年 1月6日  | 都会のネコにご用心     | 山下久仁明        | 佐藤真人     | 佐藤真人     | 河村明夫       |
| 15 | 1月13日        | 開通プイプイトンネル   | 高橋義昌          | 香川豊       | 山崎茂       | 朝倉隆         |
| 16 | 1月20日        | ちびっ子ネズミ見参!!   | 山田健一          | 小華和ためお | 松園公       | 菊池城二       |
| 17 | 1月27日        | 大洪水！グレアム川     | 高橋義昌          | 福島一三     | 福島一三     | まつざきはじめ |
| 18 | 2月3日         | オーレ！友情のゴール   | 影山由美          | 新田義方     | 新田義方     | 山崎隆生       |
| 19 | 2月10日        | 帰ってきて！ゲコウ     | 久保田雅史        | 井硲清高     | 井硲清高     | 小曽根孝男     |
| 20 | 2月17日        | ウイゼルは親友？       | 山下久仁明        | 香川豊       | 香川豊       | 仲野一弘       |
| 21 | 2月24日        | クッキーは魔法の味？   | 花田十輝          | 細谷秋夫     | 山崎茂       | 上條修         |
| 22 | 3月3日         | 恐竜!?ビンゴビンゴ     | 高橋義昌          | 大町繁       | 大町繁       | 小林勝利       |
| 23 | 3月10日        | 恐怖！ほら穴の一夜     | 高山治郎          | 棚橋一徳     | 棚橋一徳     | 朝倉隆         |
| 24 | 3月17日        | タッド誕生の秘密       | 細井能道          | 高村彰       | 松園公       | 菊池城二       |
| 25 | 3月24日        | モーシー救出大作戦     | 高山治郎          | 則座誠       | 則座誠       | まつざきはじめ |
| 26 | 3月31日        | 春までさようなら！     | 山下久仁明        | 小華和ためお | 小華和ためお | 小林一三       |

## ネット局
本作は、テレビ東京系列局を中心に放送された。系列局の多くはテレビ東京との同時ネットを行っていたが、当時夕方のアニメ再放送枠『マンガのくに』を独自編成していたテレビ愛知は本作を別の時間帯に放送していた。その一方で、系列外の岐阜放送がテレビ東京との同時ネットを行っていた。
| 放送対象地域   | 放送局         | 系列           | 放送日時           | 備考       |
| -------------- | -------------- | -------------- | ------------------ | ---------- |
| 関東広域圏     | テレビ東京     | テレビ東京系列 | 木曜 18:30 - 19:00 | 製作局     |
| 北海道         | テレビ北海道   | テレビ東京系列 | 木曜 18:30 - 19:00 | 同時ネット |
| 愛知県         | テレビ愛知     | テレビ東京系列 | 金曜 07:35 - 08:05 | 8日遅れ    |
| 大阪府         | テレビ大阪     | テレビ東京系列 | 木曜 18:30 - 19:00 | 同時ネット |
| 岡山県・香川県 | テレビせとうち | テレビ東京系列 | 木曜 18:30 - 19:00 | 同時ネット |
| 福岡県         | TXN九州        | テレビ東京系列 | 木曜 18:30 - 19:00 | 同時ネット |
| 岩手県         | テレビ岩手     | 日本テレビ系列 | 日曜 05:30 - 06:00 |            |
| 岐阜県         | 岐阜放送       | 独立UHF局      | 木曜 18:30 - 19:00 | 同時ネット |
| 三重県         | 三重テレビ     | 独立UHF局      | 月曜 16:30 - 17:00 |            |
| 滋賀県         | びわ湖放送     | 独立UHF局      | 水曜 16:30 - 17:00 |            |
| 奈良県         | 奈良テレビ     | 独立UHF局      | 土曜 19:00 - 19:30 |            |
| 和歌山県       | テレビ和歌山   | 独立UHF局      | 火曜 18:30 - 19:00 |            |